# William MacQuitty
William MacQuitty (* 15. Mai 1905 in Belfast, Nordirland; † 5. Februar 2004 in London, England) war ein irischer Filmproduzent und Autor.

## Leben

### Werdegang
William MacQuitty wurde als Sohn des Herausgebers des The Belfast Telegraph geboren und war Absolvent des Campbell College in Belfast. Im Alter von 18 Jahren begann er als Lehrling bei der Chartered Bank of India, Australia and China zu arbeiten, der heutigen Standard Chartered Bank.
Nach einer kurzen Einarbeitungszeit in Belfast und London begann er im Fernen Osten zu arbeiten, zunächst in Amritsar im indischen Bundesstaat Punjab. In Indien absolvierte MacQuitty auch seinen Militärdienst. 1928 – er hielt sich gerade in Lahore (Pakistan) auf – war er Mitbegründer des Lahore Flying Club. MacQuitty kam in den kommenden Jahren in zahlreichen asiatischen Staaten herum, darunter nach Sri Lanka, Siam, Malaya und China.
1939 erreichte ihn die Nachricht vom bevorstehenden Tod seiner Mutter; MacQuitty kehrte nach seiner Kündigung bei der Bank nach Irland zurück. Er begann danach kurze Zeit als Farmer auf einem Bauernhof in der Provinz Ulster zu arbeiten, doch hatte er sich genügend Geld zusammengespart, um bald darauf ein Studium der Psychoanalyse bei Dr. William Stekel in London beginnen zu können. Obwohl das Studium sieben Jahre in Anspruch nahm, brach MacQuitty dieses in den Kriegsjahren ab.

### Filmkarriere
Da MacQuitty bereits mit Simple Silage einen Amateurfilm gedreht hatte und dieser vom britischen Ministry of Information für gut befunden worden war, bekam er nun die Gelegenheit, selbst Filme zu produzieren. Am Anfang waren es Propagandafilme, die den Briten Zuversicht geben sollten. In Out of Chaos porträtierte er die Kriegsmaler Henry Moore, Stanley Spencer, Paul Nash und Graham Sutherland. In The Way We Live, der jedoch bereits 1946 produziert wurde, ging es um den Wiederaufbau der von der deutschen Luftwaffe zerstörten Stadt Plymouth.
Nach weiteren Filmen, Anfang der 1950er Jahre, bei denen meist der Regisseur Muriel Box hinter der Kamera stand, produzierte MacQuitty im Jahr 1958 Die letzte Nacht der Titanic, seinen wohl bekanntesten Film. MacQuitty selbst war als sechsjähriger Augenzeuge des Stapellaufes der Titanic, im Jahr 1911, gewesen. Mit The Informers (Regie: Ken Annakin) produzierte MacQuitty 1963 seinen letzten Film. Bereits 1959 hatte er mit Ulster Television eine Fernsehstation gegründet, die in Zusammenarbeit mit der Queen’s University of Belfast Schulfernsehen produzierte.

### Schriftsteller
Bei einem Besuch in Ägypten, wo er ursprünglich einen Dokumentarfilm über Charles George Gordon drehen wollte, sah er zum ersten Mal in seinem Leben die ägyptischen Tempel, darunter jenen von Abu Simbel, über den er 1965 einen Bildband publizierte. MacQuitty begann nun eine Karriere als Schriftsteller, die ihn in über 75 Nationen der Erde führen sollte. In seinem Buch Budda, (sic) welches 1969 veröffentlicht wurde, verewigte sich Tendzin Gyatsho, der 14. Dalai Lama mit einem Vorwort. 1971 ließ ihm Mohammad Reza Pahlavi, der Schah des Iran viel Geld zukommen, damit MacQuitty den 2.500. Geburtstag seines Landes angemessen dokumentieren sollte. Sein erfolgreichstes Buch war jedoch Tutankhamun: The Last Journey, das 1972 weltweit über eine halbe Million Mal über die Ladentheke ging.
Neben seinen zahlreichen Länderführern und -dokumentationen schrieb MacQuitty auch zwei Bücher über Botanik. In Irish Gardens beschrieb er 1967 die Artenvielfalt von Pflanzen seiner irischen Heimat. 1969 beschäftigte er sich in Great Botanical Gardens of the World mit anderen in der Welt vorkommenden Gärten.

### Letzte Jahre
1991 erschien die Autobiographie über William MacQuitty, A Life to Remember; das Vorwort verfasste sein guter Freund, der Schriftsteller Arthur C. Clarke. Das letzte Buch, welches MacQuitty schrieb, war das im Jahr 1996 publizierte Werk Survival Kit: How to Reach Ninety and Make the Most of It. 2002 wurde MacQuitty von der Royal Photographic Society mit der Begründung, MacQuitty sein a phenomenon in film (ein Phänomen für den Film), mit dem Lumiè re Award ausgezeichnet.
William MacQuitty war verheiratet und hatte mit seiner Frau Betty drei Kinder.
Er starb im Februar 2004, im Alter von 98 Jahren.